# Tour der irischen Rugby-Union-Nationalmannschaft nach Australien 1979
| Tour der Iren nach Australien 1979 | Tour der Iren nach Australien 1979 | Tour der Iren nach Australien 1979 | Tour der Iren nach Australien 1979 | Tour der Iren nach Australien 1979 |
| Übersicht                          | S                                  | G                                  | U                                  | N                                  |
| ---------------------------------- | ---------------------------------- | ---------------------------------- | ---------------------------------- | ---------------------------------- |
| Test Matches                       | 2                                  | 2                                  | 0                                  | 0                                  |
| Sonstige Spiele                    | 7                                  | 6                                  | 0                                  | 1                                  |
| Gesamt                             | 9                                  | 8                                  | 0                                  | 1                                  |
|                                    |                                    |                                    |                                    |                                    |
| Australien                         | 2                                  | 2                                  | 0                                  | 0                                  |

Die Tour der irischen Rugby-Union-Nationalmannschaft nach Australien 1979 umfasste eine Reihe von Freundschaftsspielen der irischen Rugby-Union-Nationalmannschaft. Sie reiste im Mai und Juni 1979 durch Australien und bestritt während dieser Zeit acht Spiele. Darunter waren zwei Test Matches gegen die australische Nationalmannschaft, die beide gewonnen werden konnten. Hinzu kamen sechs weitere Spiele gegen regionale Auswahlteams, in denen fünf Siege und eine Niederlage resultierten.

## Spielplan
- Hintergrundfarbe grün = Sieg
- Hintergrundfarbe rot = Niederlage

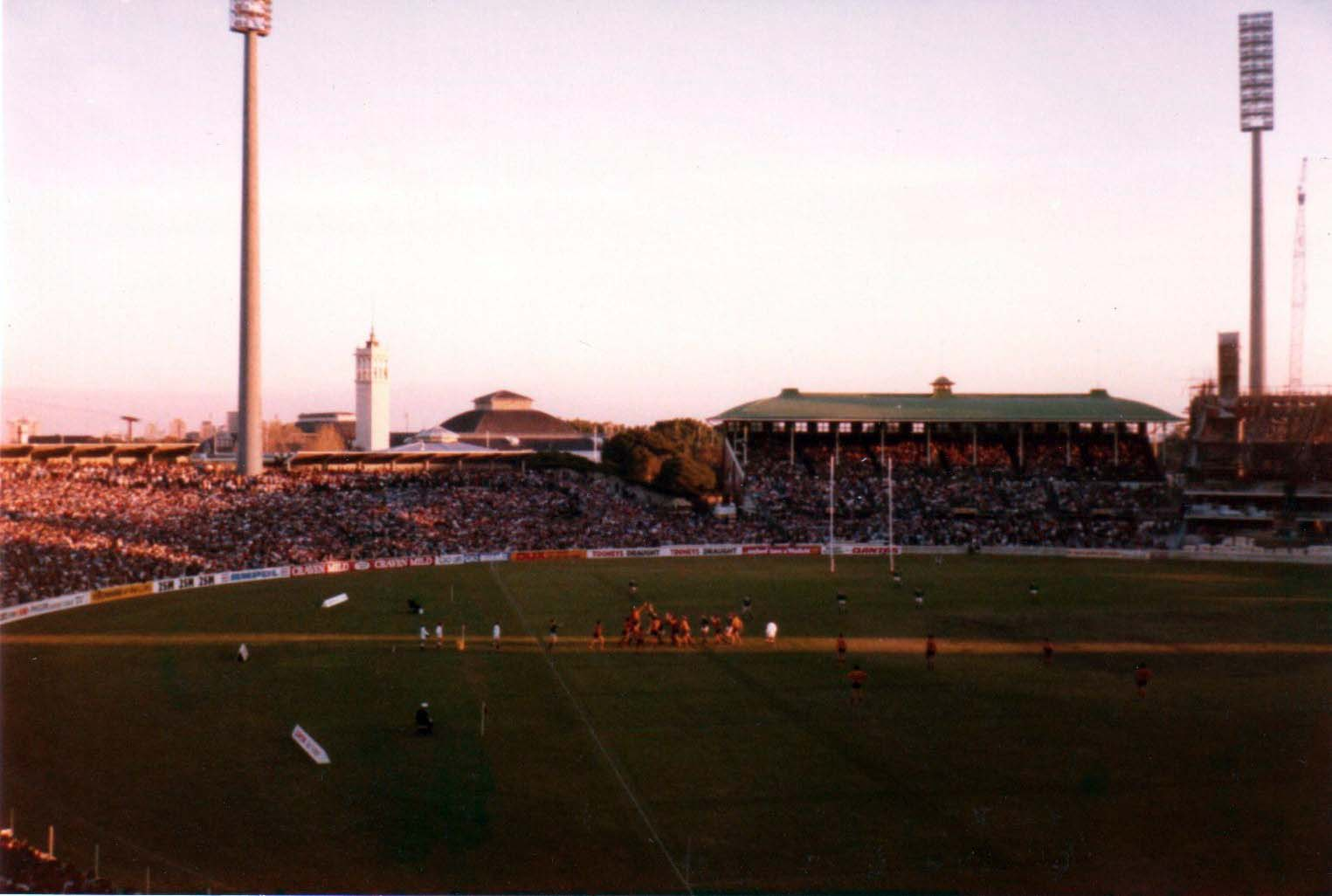
Spielszene im zweiten Test Match

(Test Matches sind grau unterlegt; Ergebnisse aus der Sicht Irlands)
| # | Datum         | Gegner                           | Ort      | Stadion               | Ergebnis |
| - | ------------- | -------------------------------- | -------- | --------------------- | -------- |
| 1 | 20. Mai 1979  | Western Australia                | Perth    | Perry Lakes Stadium   | 39:3     |
| 2 | 23. Mai 1979  | ACT and Southern NSW Rugby Union | Canberra | Manuka Oval           | 35:7     |
| 3 | 26. Mai 1979  | New South Wales                  | Sydney   | Sydney Sports Ground  | 16:12    |
| 4 | 29. Mai 1979  | Queensland                       | Brisbane | Ballymore Stadium     | 18:15    |
| 5 | 03. Juni 1979 | Australien                       | Brisbane | Ballymore Stadium     | 27:12    |
| 6 | 05. Juni 1979 | New South Wales Country          | Orange   | Wade Park             | 28:7     |
| 7 | 09. Juni 1979 | Sydney Rugby Union               | Sydney   | Sydney Sports Ground  | 12:16    |
| 8 | 16. Juni 1979 | Australien                       | Sydney   | Sydney Cricket Ground | 9:3      |

## Test Matches
| 3. Juni 1979 | Australien                                                | 12 : 27        | Irland                                                                                         | Ballymore Stadium, Brisbane Zuschauer: 16.500 Schiedsrichter: Richard Byres (Australien) |
| 3. Juni 1979 | Versuche: Moon Erhöhungen: McLean Straftritte: McLean (2) | (12:9) Bericht | Versuche: Patterson (2) Erhöhungen: Campbell (2) Straftritte: Campbell (4) Dropgoals: Campbell | Ballymore Stadium, Brisbane Zuschauer: 16.500 Schiedsrichter: Richard Byres (Australien) |

Aufstellungen:
- Australien: Bruce Cooke, Greg Cornelsen, Garrick Fay, Rodney Hauser, Mark Loane, Bill McKid, Paul McLean, Peter McLean, John Meadows, Tony Melrose, Laurie Monaghan, Brendan Moon, Stan Pilecki, Bill Ross, Tony Shaw
- Irland: Ollie Campbell, Willie Duggan, Ciaran Fitzgerald, Mike Gibson, Moss Keane, Terry Kennedy, Gerry McLoughlin, Paul McNaughton, John Moloney, Rodney O’Donnell, John O’Driscoll, Philip Orr, Colin Patterson, Fergus Slattery , Harold Steele 
 Auswechselspieler: Frank Ennis

| 16. Juni 1979 | Australien          | 3 : 9         | Irland                                        | Sydney Cricket Ground, Sydney Zuschauer: 33.476 Schiedsrichter: Richard Byres (Australien) |
| 16. Juni 1979 | Straftritte: McLean | (0:3) Bericht | Straftritte: Campbell Dropgoals: Campbell (2) | Sydney Cricket Ground, Sydney Zuschauer: 33.476 Schiedsrichter: Richard Byres (Australien) |

Aufstellungen:
- Australien: Keith Besomo, Greg Cornelsen, Phil Crowe, Rodney Hauser, Mark Loane, Bill McKid, Paul McLean, Peter McLean, John Meadows, Tony Melrose, Laurie Monaghan, Brendan Moon, Stan Pilecki, Bill Ross, Tony Shaw
- Irland: Ollie Campbell, Willie Duggan, Ciaran Fitzgerald, Mike Gibson, Moss Keane, Terry Kennedy, Gerry McLoughlin, Paul McNaughton, John Moloney, Colin Patterson, Rodney O’Donnell, John O’Driscoll, Philip Orr, Fergus Slattery , Harold Steele